# Geeta Basra
Geeta Basra Singh (Portsmouth, 13 marzo 1984) è un'attrice britannica.

## Vita privata
Ha origini indiane. Nel 2015 si è sposata con il giocatore di cricket, politico e attore indiano Harbhajan Singh. Ha in seguito lasciato il mondo del cinema. La coppia ha avuto due figli.

## Filmografia
- Dil Diya Hai, regia di Aditya Datt (2006)
- The Train: Some Lines Should Never Be Crossed..., regia di Hasnain Hyderabadwala e Raksha Mistry (2007)
- Zila Ghaziabad, regia di Anand Kumar (2013)
- Mr Joe B. Carvalho, regia di Samir Tiwari (2013)
- Second Hand Husband, regia di Smeep Kang (2015)
- Lock, regia di Smeep Kang (2016)